# Département Grand’Anse
Das Département de la Grand’Anse ist ein Departement im Südwesten von Haiti. Es umfasst eine Fläche von 1912 km² und hat rund 468.000 Einwohner (Stand 2015). Die Hauptstadt ist Jérémie.
Namensgebend war eine seichte Meeresbucht (fr.: anse) an der Nordküste des Départements.

## Geographie
Das Département de la Grand’Anse erstreckt sich auf der Nordseite der Tiburon-Halbinsel. Es grenzt im Westen und im Norden an das Karibische Meer, im Süden bildet der Hauptkamm des Massif de la Hotte die Grenze zum Département Sud.

## Arrondissements
Das Departement gliedert sich in drei Arrondissemente:
- Anse-d’Hainault
- Corail
- Jérémie

## Gemeinden
- Abricots
- Anse-d’Hainault
- Beaumont
- Bonbon
- Chambellan
- Corail
- Dame-Marie
- Jérémie
- Les Irois
- Marfranc
- Moron
- Pestel
- Roseaux